# Nara-Zeit
Die Nara-Zeit (japanisch 奈良時代, Nara jidai) in der Geschichte Japans umfasst die Jahre 710 bis 794. Kaiserin (Tennō) Gemmei verlegte die Hauptstadt nach Heijō-kyō (heute Nara). Heijō-kyō blieb Hauptstadt, bis der Kammu-tennō sie im Jahr 784 nach Nagaoka-kyō verlegte – und ein Jahrzehnt später nach Heian-kyō (Kyōto).
Der Großteil der japanischen Gesellschaft während dieser Zeit war landwirtschaftlich um Dörfer herum geprägt. Die meisten Dorfbewohner folgten dem Shintō, der auf der Verehrung der Geister der Natur und der Vorfahren beruht (Kami).
Die Hauptstadt war nach dem Vorbild von Chang’an (Xi’an) angelegt worden, der Hauptstadt des Tang-China (618–907). Auch in anderen Belangen eiferten die oberen Klassen den Chinesen nach, z. B. in der Übernahme der chinesischen Schrift (Kanji) und dem Buddhismus als Religion.

## Wirtschaftliche, soziale und staatliche Entwicklungen
Wegen der vom Shintōismus geprägten Vorstellung, dass ein Ort durch den Tod eines Menschen spirituell verunreinigt ist, war es bis zur Asuka-Zeit und bevor der Taihō-Kodex eingeführt wurde, üblich, die Hauptstadt nach dem Tod eines jeden Tennō zu verlegen. Reformen und die Bürokratisierung der Regierung führten 710 zur Errichtung der ständigen kaiserlichen Hauptstadt Heijō-kyō bzw. Nara. Diese Hauptstadt gab dem neuen Zeitabschnitt ihren Namen und war das erste wirkliche städtische Zentrum in Japan. Sie hatte bald eine Bevölkerung von 200.000 Einwohnern, fast 4 % der Gesamtbevölkerung des Landes. Etwa 10.000 Beamte hatten Stellungen bei Hofe.
Die wirtschaftlichen und staatlichen Aktivitäten nahmen während der Nara-Zeit zu. Straßen verbanden Nara mit den Provinzhauptstädten und Steuern wurden effizienter und regelmäßiger eingetrieben. Münzen wurden geprägt, wenn auch nicht weithin genutzt. Außerhalb des Nara-Gebiets gab es wenig Handel. In den Provinzen verblasste das alte System des Landbesitzes, das im Rahmen der (Taika-Reform) – im Geiste des Prinzen Shōtoku – geschaffen worden war.
Mitte des 8. Jahrhunderts nahm infolge der Aushöhlung des Landverteilungssystems nach chinesischem Vorbild der Anteil von Shōen (feudalem Grundbesitz) zu. Dies wurde vor allem durch drei Faktoren verursacht:
- Versuche der Regierung, sich die Loyalität der Beamten zu sichern, indem sie ihnen vererbbares Amtsland verlieh
- durch Urbarmachung neugewonnenes Land fiel nicht unter das Landverteilungssystem
- schrittweise Umgehung der Umverteilung und Steuerlast durch die Bindung der Landbesitzer an machtvolle (steuerbefreite) Adelsfamilien.

Das Verwaltungssystem der Ära wurde als Ritsuryō bezeichnet.
Die Flügelkämpfe am Kaiserhof setzten sich während der gesamten Nara-Zeit fort. Kaiserliche Familienmitglieder, führende Hoffamilien wie die Fujiwara und buddhistische Priester stritten weiter um Einfluss. Bereits der Shōmu-Tennō ließ drei Jahre an einer neuen Hauptstadt (Kuni) bauen, ohne diese zu beziehen. In der ausgehenden Nara-Zeit erhöhten sich die finanziellen Belastungen auf den Staat, und der Hof entließ nicht notwendige Beamte. 792 wurde die allgemeine Wehrpflicht abgeschafft und den Bezirksvorstehern wurde erlaubt, private Milizkräfte für örtliche polizeiliche Aufgaben zu unterhalten. Die Dezentralisierung der Obrigkeit wurde die Regel, trotz der Reformen der Nara-Zeit. Schließlich, um die Kontrolle in kaiserliche Hände zurückzuerlangen, wurde 784 die Hauptstadt nach Nagaoka, ungefähr 26 km nördlich von Nara, verlegt. Das Unterfangen wurde vor Fertigstellung wieder aufgegeben, denn 794 erfolgte die Umsiedlung nach Heian-kyō (Hauptstadt des Friedens und der Ruhe). Im ausgehenden 11. Jahrhundert wurde diese Stadt allgemeinhin Kyōto (Hauptstadt) genannt.

## Kulturelle Entwicklungen

### Verbreitung des Buddhismus
Eine andere bedeutende kulturelle Entwicklung zu jener Zeit war die Etablierung des Buddhismus in Japan. Der Buddhismus wurde zwar schon im 6. Jahrhundert eingeführt, stieß aber auf geteilten Zuspruch. Dies änderte sich erst in der Nara-Zeit, als er von Kaiser Shōmu begeistert angenommen wurde. Kaiser Shōmu und seine Fujiwara-Freunde waren glühende Buddhisten. Sie trugen aktiv zu dessen Verbreitung bei, instrumentalisierten ihn als „Wächter des Staats“ und stärkten japanische Einrichtungen durch weitergehende Anpassung an chinesische Vorbilder, die größtenteils über Korea vermittelt wurden.

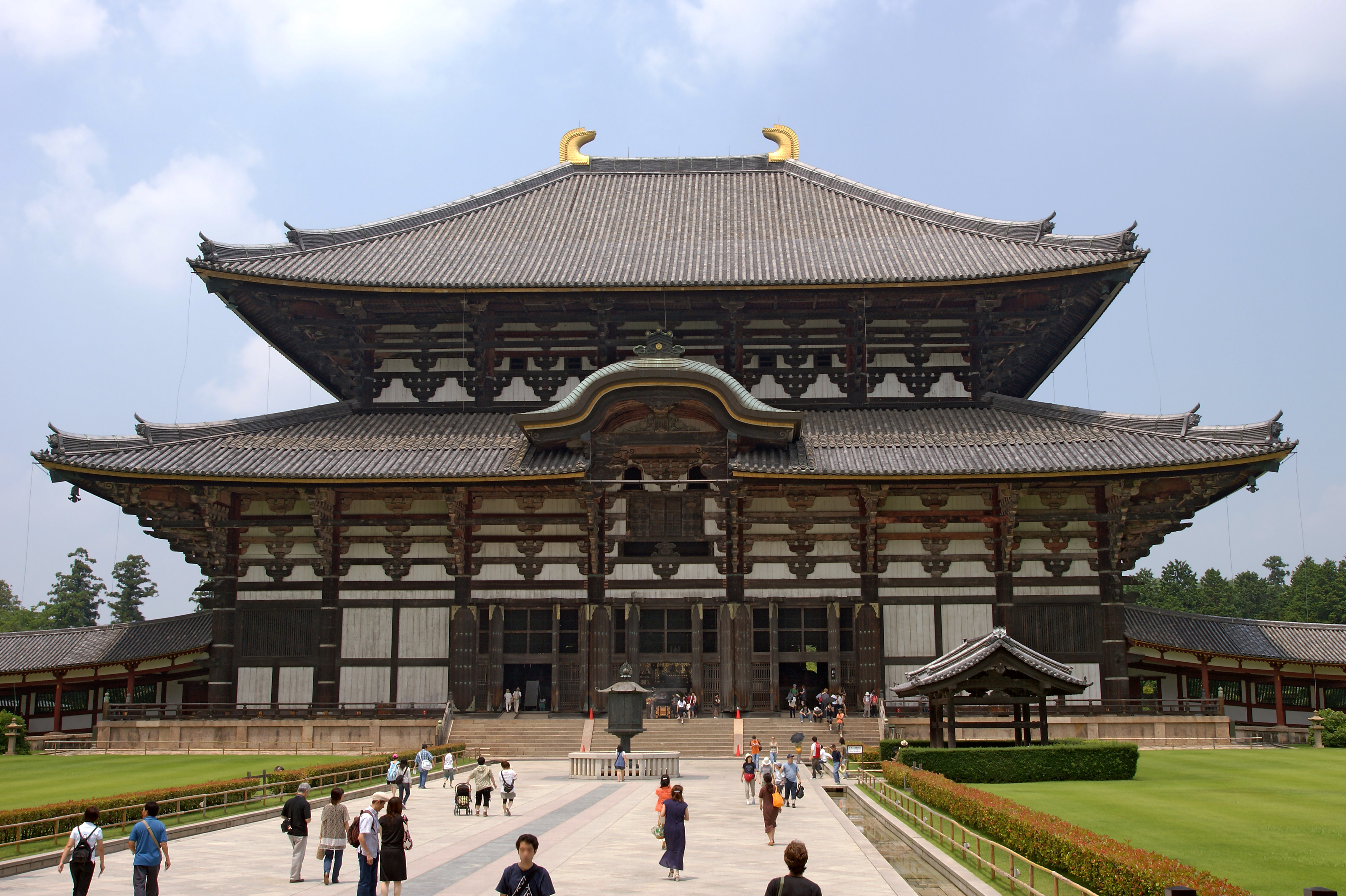
Tōdai-ji in Nara

Während Shōmus Herrschaft wurde der Tōdai-ji (Großer östlicher Tempel) gebaut, darin eine 16 m hohe vergoldete Bronzestatue Adibuddha (jap. Dainichi, Große Sonne). Dieser Buddha wurde mit der Sonnengöttin identifiziert. Von diesem Punkt an ergab sich ein allmählicher Synkretismus zwischen Buddhismus und Shintō (Shinbutsu-Shūgō). Shōmu selbst erklärte sich zum „Diener der drei Schätze“ des Buddhismus: dem Buddha, den Lehren des Buddhismus und der buddhistischen Gemeinschaft. Auf sein Betreiben hin wurden auch Kegon und Ritsu eingeführt, die mit vier anderen Schulen zu den „sechs buddhistischen Schulen von Nara“ wurden.
Die Zentralregierung errichtete ebenfalls Provinztempel, genannt Kokubunji, in den Provinzen. Der Tōdai-ji war ihr Zentrum und gleichzeitig der Kokubunji der Provinz Yamato.
Obwohl diese Anstrengungen, den Buddhismus zur Staatsreligion zu erheben, plötzlich aufhörten, erhöhte der Nara-Buddhismus den Status der kaiserlichen Familie. Der buddhistische Einfluss am Hof erhöhte sich unter den zwei Herrschaften von Shōmus Tochter. Als Kaiserin Kōken (Herrschaft von 749–758) brachte sie viele buddhistische Priester an den Hof. Kōken dankte 758 ab. Dies geschah auf Anraten ihres Cousins Fujiwara Nakamaro, der gleichzeitig Kanzler war und in dieser Stellung auch Kōken's Sohn Junnin diente.
Es folgte ein Machtkampf zwischen der abgedankten Kaiserin, die einen buddhistischen Glaubensheiler namens Dōkyō zum Liebhaber genommen hatte. Sie ließ ihren Sohn absetzen und bestieg als Kaiserin Shotoku erneut den Thron. Daraufhin erhob Nakamaro 764 die Waffen. Er wurde jedoch schnell niedergeworfen. Kōken beschuldigte Junnin der Verschwörung mit Nakamaro und ließ ihn nach Awaji verbannen. Die Kaiserin ordnete den Druck von 1 Million Gebetstalismanen an – den Hyakumanto dharani – von denen viele Exemplare, in kleine Tonpagoden gesteckt, erhalten blieben. Diese kleinen Schriftrollen von 770 zählen zu den am frühesten gedruckten Werken in der Welt. Kaiserin Shōtoku ließ diese Talismane herstellen, um den buddhistischen Klerus zu besänftigen. Ihr Vorgehen – und der Versuch, Dōkyō zum (Mit-)Kaiser zu machen – schockierten die Nara-Gesellschaft und führten letztendlich zum Ausschluss von Frauen von der Thronfolge und dem Entfernen von buddhistischen Priestern aus politischen Ämtern.
Ihr Nachfolger Kōnin aus einer Seitenlinie des Kaiserhauses veranlasste die Verlegung der Hauptstadt, auch um dem Einfluss des buddhistischen Klerus zu entgehen.

## Beziehungen mit dem Ausland
Der Hof in Nara führte aggressiv „Zivilisation“ nach chinesischem Vorbild ein. Zu diesem Zweck wurden regelmäßig diplomatische Abgesandte an den Tang-Hof gesandt. Gewöhnlichen Japanern waren Auslandsreisen nicht gestattet. Die Ein- und Ausreise war Ausländern nur über den Hafen Hakata in der militärischen Sonderverwaltungszone Dazaifu im Norden Kyushus gestattet. Diese Behörde kontrollierte den Handel aufs strengste und versuchte, den Kontakt zwischen Ausländern und Einheimischen so weit wie möglich zu unterbinden.
Viele japanische Gelehrte, sowohl Laien als auch buddhistische Priester, studierten in Chang’an und Luoyang. Sie gelangten dorthin als Angehörige der Botschaften, die oft mehrere hundert Mitglieder umfassten. Ein Gelehrter namens Abe no Nakamaro bestand die staatliche Aufnahmeprüfung und bekam einen Regierungsposten in China. Er diente als Generalgouverneur in Annam (heute Zentral-Vietnam) von 761 bis 767. Vielen Gelehrten, die in die Heimat zurückkehrten, wurden hohe Regierungsämter angeboten, so zum Beispiel Kibi no Mabi.
Tang-China selbst schickte niemals offizielle Gesandte nach Japan, da die japanischen Tennōs nie um eine Anerkennung durch China ersuchten. Eine solche hätte auch eine Anerkennung der Oberhoheit des chinesischen Kaisers erfordert. Eine örtliche chinesische Regierung im unteren Yangzi-Tal schickte eine Gesandtschaft nach Japan, um japanische Abgesandte zurückzuführen, die China durch das mandschurische Königreich von Bohai (kor. Parhae) betraten. Diese chinesische örtliche Gesandtschaft konnte wegen des Aufstands von An Lushan nicht in die Heimat zurückkehren und wurde schließlich in Japan eingebürgert.
Die Beziehungen zum benachbarten Königreich Silla waren rege, nachdem die Nachwehen des Kriegs der 670er-Jahre (Japan unterstützte das Königreich Paekche), überwunden waren. Danach wurden regelmäßig diplomatische Gesandtschaften ausgetauscht.
Der Aufstieg des Königreichs Bohai in Nordostasien destabilisierte die Japan-Silla-Beziehungen. Bohai schickte 728 seine erste Gesandtschaft über das Japanische Meer nach Nara. Japan hieß die Bohai-Gesandtschaft willkommen, da das Königreich eine Art von Wiederherstellung des alten Königreichs Goguryeo war, mit dem Japan verbündet war, bis es von Tang-China und Silla 668 erobert wurde. Der freundliche diplomatische und gewerbliche Verkehr mit Bohai setzte sich fort, bis das mandschurische Königreich im 10. Jahrhundert durch die Kitan erobert wurde. Auf der anderen Seite verschlechterten sich die Beziehungen mit Silla Jahr für Jahr, da der Nara-Hof die Oberhoheit über Silla beanspruchte.